# Parque RecreoDeportivo El Salitre
El Complejo Parque RecreoDeportivo El Salitre, conocido por las siglas PRD, forma parte del Parque Metropolitano Simón Bolívar, se encuentra ubicado en la parte posterior del Parque el Salitre (Salitre Mágico), al que estaba unido antes de que este último fuese entregado en concesión.
Cuenta con instalaciones para practica de diversos deportes, entre ellos: Rugby, patinaje, voleibol de Arena, fútbol y baloncesto. También cuenta con un  pequeño coliseo cubierto para eventos menores y amplias zonas de estar y parqueaderos.
Es sede regular de festivales de fútbol, patinaje y baloncesto, y actividades de organizadas por la Alcaldía Mayor de Bogotá.